# Baugesmassief
Het Baugesmassief is een bergmassief en regionaal natuurpark in de Franse Voor-Alpen, gelegen in de departementen Savoie en Haute-Savoie. Het massief wordt begrensd door Annecy (noord), Aix-les-Bains (west), Chambéry (zuidwest) Montmélian (zuid) en Albertville (oost).

## Afbeeldingen

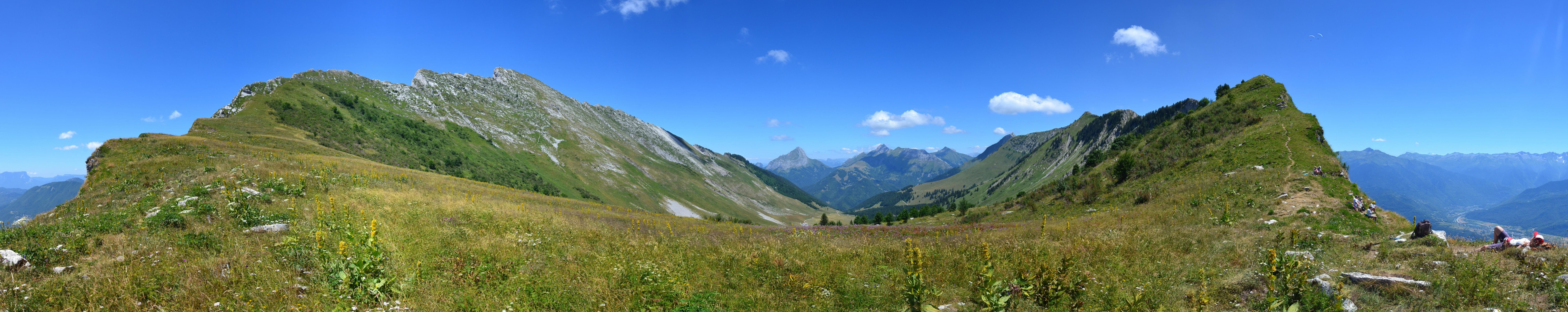
Gezicht vanaf de Col de l'Arclusaz in noordelijke richting
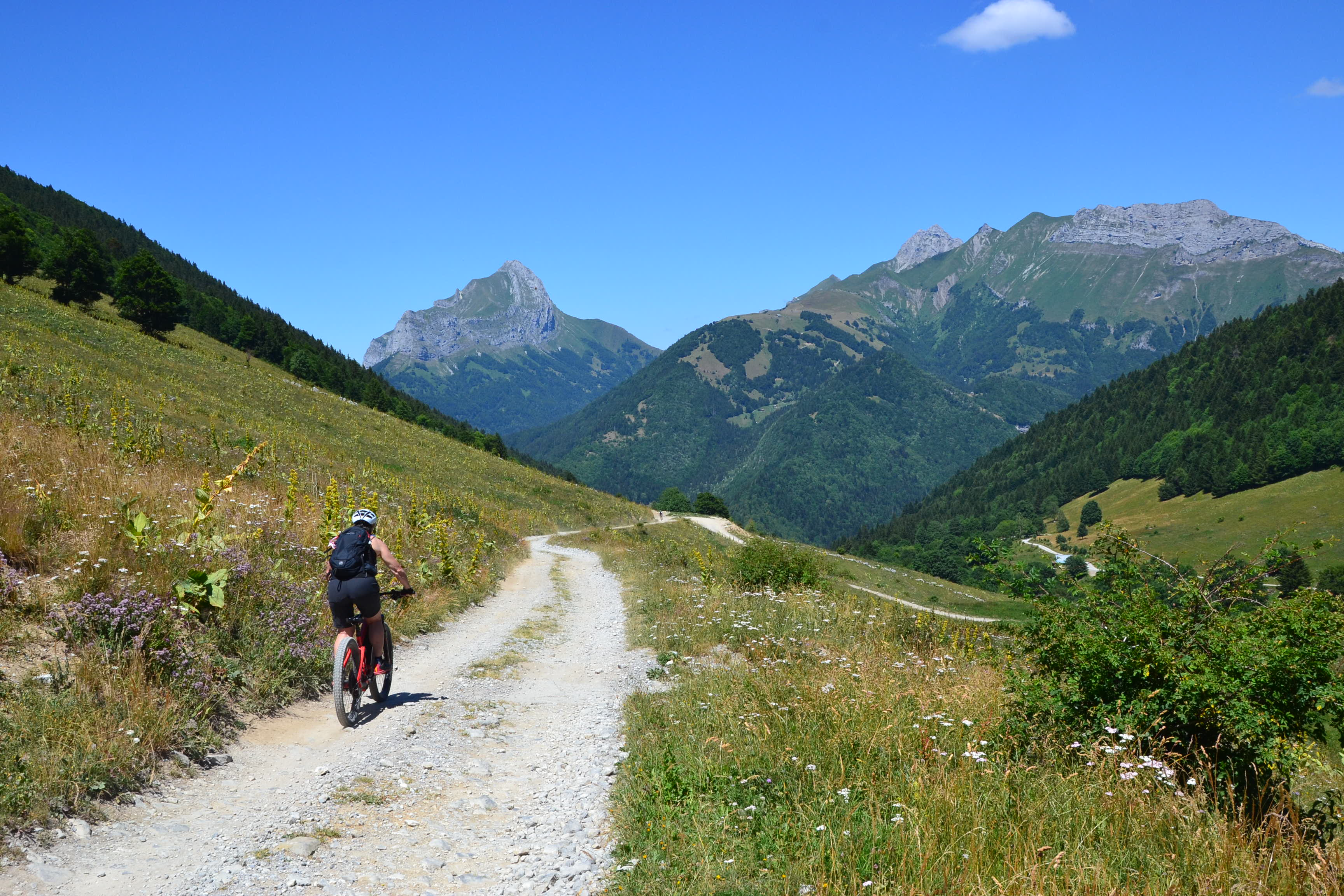
Op de route naar de Col de l'Arclusaz (hier op de terugweg naar École)
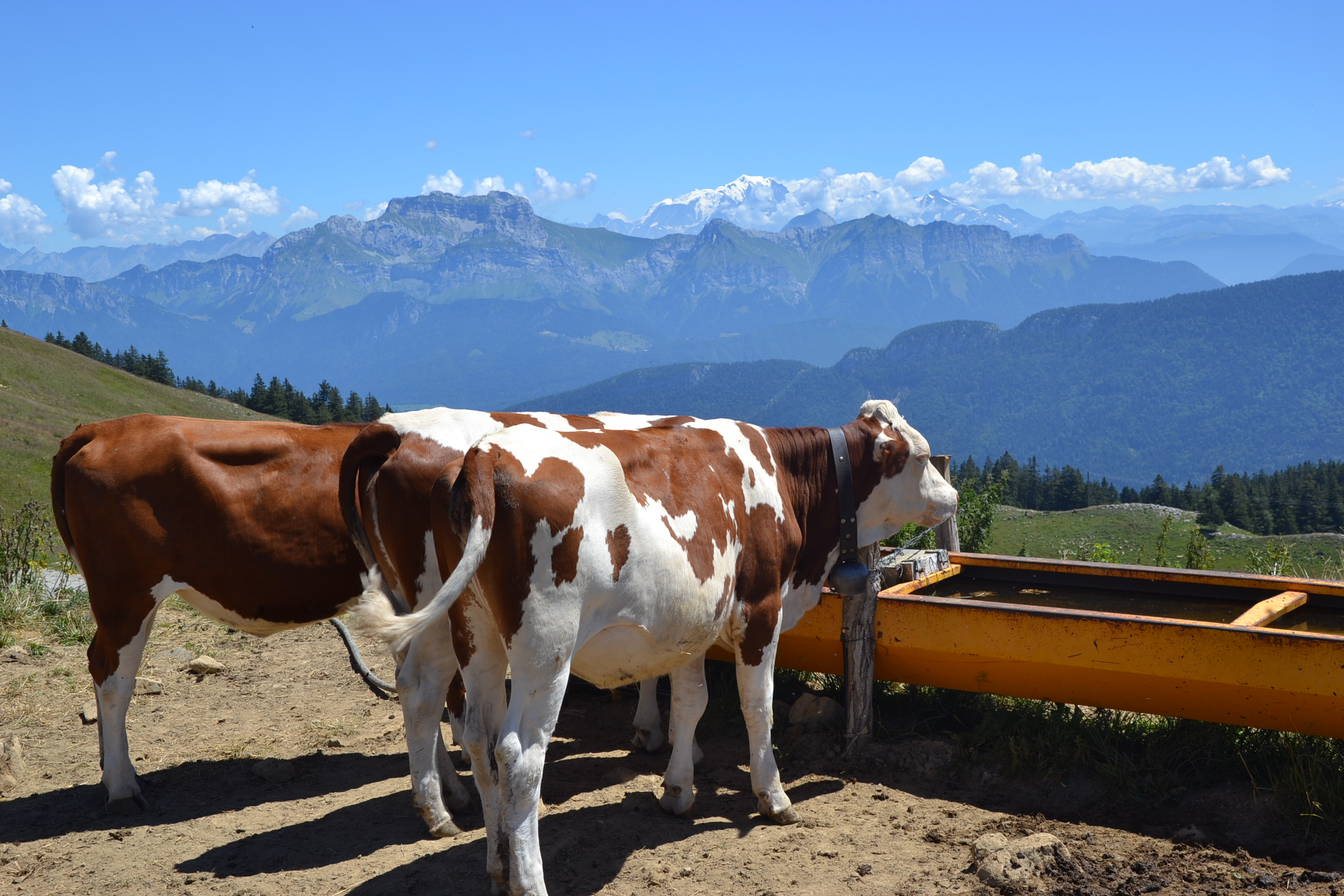
Gezicht vanaf de Crêt de Châtillon (top van de Semnoz) op de Mont Blanc
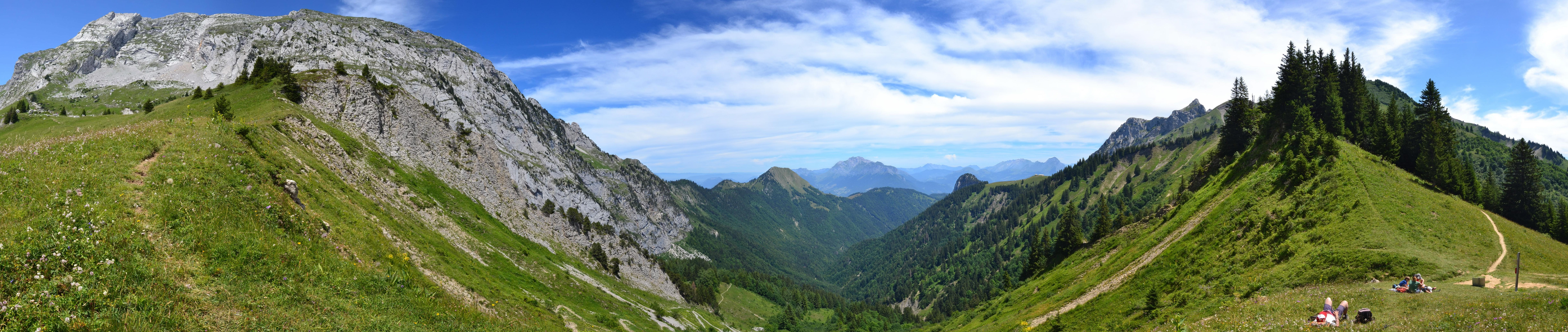
Uitzicht vanaf de Col d'Orgeval in noordelijke richting
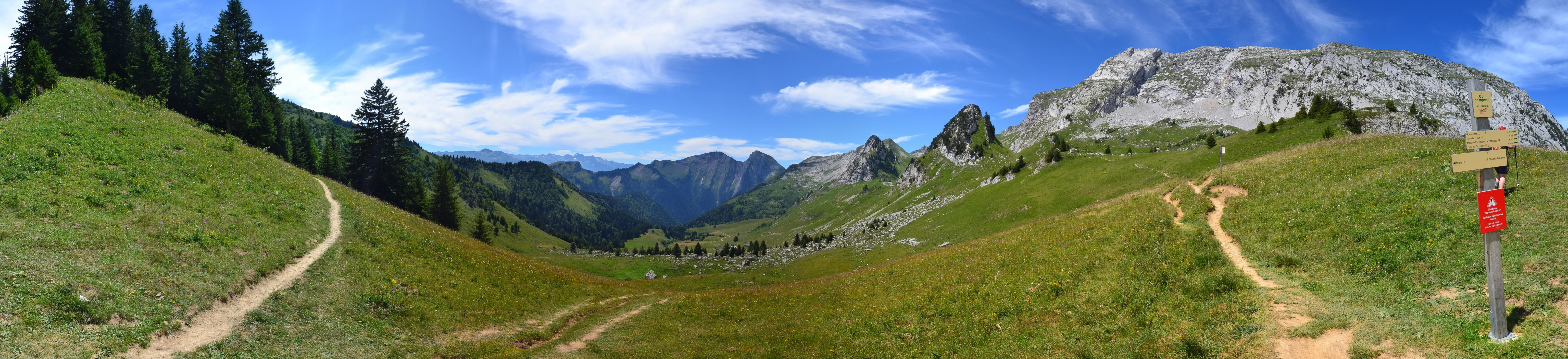
Uitzicht vanaf de Col d'Orgeval in zuidelijke richting